# Vladimir Artëmov
Vladimir Nikolaevič Artëmov (in russo Владимир Николаевич Артёмов?; Vladimir, 7 dicembre 1964) è un ex ginnasta sovietico, vincitore della medaglia d'oro nel concorso generale individuale alle Olimpiadi di Seul.

## Carriera sportiva
Artëmov vinse quattro ori nel concorso generale, alle parallele simmetriche, alla sbarra e al concorso a squadre alle Olimpiadi di Seul (1988), oltre a un argento al corpo libero.
Ha vinto inoltre tre medaglie d'oro alle parallele simmetriche ai Campionati mondiali di ginnastica artistica del 1983 a Budapest, del 1987 a Rotterdam e del 1989 a Stoccarda, oltre a cinque argenti e due bronzi. Con la Nazionale sovietica ha vinto inoltre il concorso a squadre nel 1983, 1985, 1987 e 1989.

## Dopo il ritiro
Dal 2005 Artëmov vive negli Stati Uniti e gestisce una palestra a San Antonio, Texas.
Nel 2006 è stato inserito nella hall of fame internazionale della ginnastica (International Gymnastics Hall of Fame). Suo figlio Sasha Artemov, anch'egli ginnasta, ha rappresentato gli Stati Uniti alle Olimpiadi di Pechino (2008), vincendo la medaglia di bronzo nel concorso a squadre.

## Palmarès
| Anno | Manifestazione              | Sede | Evento       | Risultato |
| ---- | --------------------------- | ---- | ------------ | --------- |
| 1988 | Giochi della XXIV Olimpiade | Seul | Individuale  | Oro       |
| 1988 | Giochi della XXIV Olimpiade | Seul | Squadre      | Oro       |
| 1988 | Giochi della XXIV Olimpiade | Seul | Sbarra       | Oro       |
| 1988 | Giochi della XXIV Olimpiade | Seul | Parallele    | Oro       |
| 1988 | Giochi della XXIV Olimpiade | Seul | Corpo libero | Argento   |

Mondiali
- : Budapest 1983 | Parallele
- : Montréal 1985 | Squadre
- : Rotterdam 1987 | Squadre
- : Rotterdam 1987 | Parallele
- : Stoccarda 1989 | Squadre
- : Stoccarda 1989 | Parallele
- : Budapest 1983 | Squadre
- : Montréal 1985 | Individuale
- : Rotterdam 1987 | Corpo libero
- : Stoccarda 1989 | Sbarra
- : Stoccarda 1989 | Corpo libero
- : Rotterdam 1987 | Individuale
- : Stoccarda 1989 | Volteggio

Coppa del mondo
- Bronzo Pechino 1986 (Individuale)